# Réserve naturelle volontaire du Cratère du Mont-Bar
La réserve naturelle volontaire du cratère du Mont-Bar (RNR 82) est une ancienne réserve naturelle volontaire française de la région Auvergne-Rhône-Alpes. Elle a été créée en 1990, sur le territoire de la commune de Allègre, dans le département de la Haute-Loire. Elle occupait une superficie de 4,3 hectares et protégeait l'unique tourbière présente dans un cratère volcanique en France.

## Histoire du site et de la réserve
L'intérêt du site aboutit à un classement en RNV en 1990 pour une durée de six ans. La loi « démocratie de proximité » du 27 février 2002 transforme les RNV en réserves naturelles régionales (RNR), ce qui est le cas pour le Mont-Bar.
Le décret d'application no 2005-491 du 18 mai 2005 précise dans son article 6 que « le classement en RNR court jusqu'à l'échéance de l'agrément qui avait été initialement accordé à la réserve volontaire ». Le classement en RNR a donc pris fin après six ans depuis le dernier agrément, probablement au début des années 2000.
Cinq hectares de parcelles déboisées à blanc ont été acquis par le Conservatoire d'espaces naturels AuRA et d'autres parcelles sont classées espace naturel sensible. La tourbière à l'intérieur du cratère est classée comme site Natura 2000 pour une superficie de 18 ha.

## Écologie (biodiversité, intérêt écopaysager…)

### Géologie
Le cratère du mont Bar est un cratère âgé de plus de 790 000 ans issu d'un volcan de type strombolien culminant à 1 172 mètres. Son cratère large de 500 mètres et profond de 40 mètres fait environ 4 hectares. Il abrite une faune et une flore caractéristique des zones humides (tourbière).
A priori les volcans stromboliens n'ont aucune raison d'abriter des tourbières. Leurs cônes sont constitués d'une accumulation de fragments de lave solidifiée sous forme de scories, de lapilli ou de bombes volcaniques. Cette particularité géologique assure habituellement un milieu d'infiltration et de drainage. Mais ici ces projections se sont altérées et transformées en produits argileux qui ont colmaté le fond du cratère. Ce creux a permis d'abord d'abriter un lac que la végétation a fini par gagner et le faire progresser vers une tourbière. L'évolution de cette tourbière devrait aller vers un assèchement et un développement d'une forêt. Cependant le canal qui a été creusé en 1940 par les paysans des alentours pour assécher le lac de cratère primitif n'est plus entretenu. Ce fossé (plutôt qu'un canal) s'obstrue lentement ce qui occasionne une légère remontée des eaux dans la tourbière. Celle-ci connaît donc une lente évolution et il est fort probable que dans quelques dizaines d'années, si le fossé n'est toujours pas entretenu, que la tourbière retourne à son aspect originel de lac de cratère.

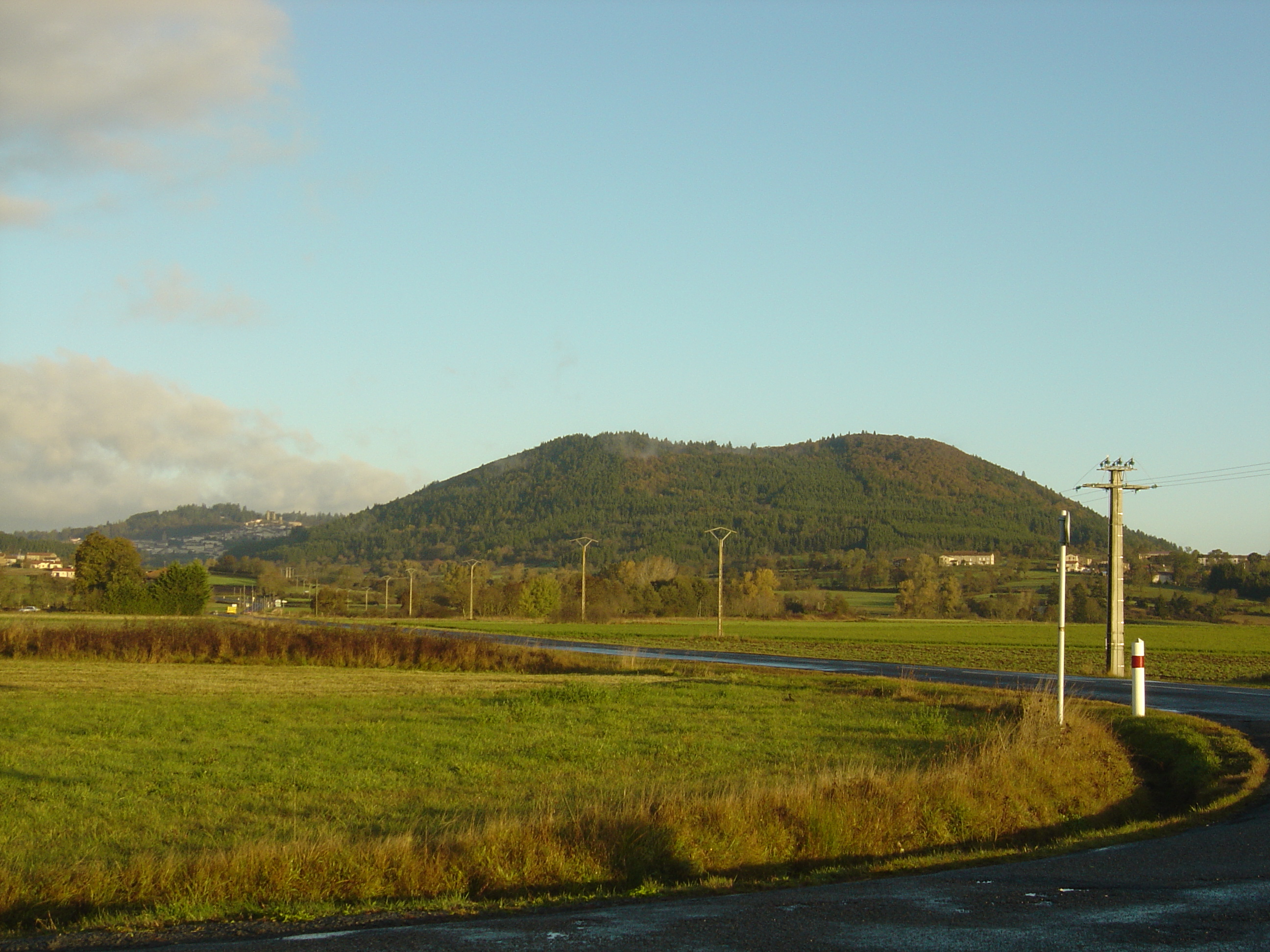
Le Mont Bar avec le village d'Allègre à gauche

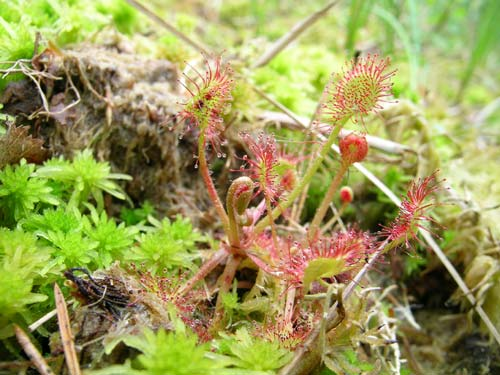
Drosera à feuilles rondes

### Flore
La végétation de la tourbière est composée d'espèces hydrophiles, comme les sphaignes, qui permettent de maintenir un milieu acide, et les droseras, qui sont des plantes carnivores. Sont présents aussi des carex et des comarets. La tourbière est peuplée par endroits aussi d'arbres comme les saules, les pins ou des bouleaux. Sur les pentes du volcan, la végétation est composée essentiellement d'un couvert forestier. Elle est composée de plantations d'épicéas et de sapins blancs mais aussi d'une des rares hêtraies primitives de la région.

### Faune
De nombreux troncs et souches percés et dénudés montrent la présence du Pic noir qui est à la recherche d'insectes xylophages. Il a été recensé 11 espèces de libellules.

### Espèces invasives
Les pins et les bouleaux se développent sur les parties asséchées de la tourbière la condamnant à un assèchement total et à devenir une forêt.
Des actions sont réalisées pour l'imiter l'évolution de ces espèces invasives.

### Outils et statut juridique
Arrêté de création : 20/07/1990. Le site est classé natura 2000

## Légende de la tourbière
La tourbière de tous les temps a participé à alimenter les légendes locales.
- La première est que ce lieu aurait servi à des joutes nautiques à l'époque romaine. D'ailleurs cette histoire a été reprise par George Sand dans le roman de Jean de la Roche. L'écrivaine était habituée à venir collecter des espèces pour réaliser un herbier.

- Un autre mythe raconte qu'à l'époque gauloise des druides venaient faire des offrandes en ce lieu sacré. En 1821 des recherches archéologiques ont permis de découvrir des objets antiques comme des bracelets et des médailles en or. Ces découvertes sont conservées au musée Crozatier au Puy-en-Velay.